# Chiquita
Chiquita Brands International S.à.r.l. eller Chiquita er en multinational schweizisk-amerikansk producent af bananer og anden frugt. De har ca. 20.000 ansatte. Chiquita forarbejder, distribuerer og markedsfører frugt.
Chiquita er efterfølger til United Fruit Company, som blev etableret i 1899. Virksomheden er et joint venture mellem Cutrale (50 %) og Grupo Safra (50 %).